# 韓國農業廣播
韓國農業廣播（：／，縮寫NBS），是大韩民国的国营有线电视频道，由農民報社（APN）負責營運，用來播放大韓民國新聞及國會的立法活動。該频道的特點是沒有商业广告。
此频道早期每天播出20小时（首尔时间上午六时至次日凌晨二时），目前每天24小時播出。

## 历史
2018年1月1日起，APN TV 在網際網路上開始播放，其後轉換至電視頻道播放。2018年8月15日，“韓國農業廣播”开播，通过有线电视播出。